# Luperaltica nigripalpis
Luperaltica nigripalpis är en skalbaggsart som först beskrevs av J. L. Leconte 1859.  Luperaltica nigripalpis ingår i släktet Luperaltica och familjen bladbaggar. Inga underarter finns listade i Catalogue of Life.